# Singburi (provincie)
Singburi is een Thaise provincie in het centrale gedeelte van Thailand. In december 2002 had de provincie 223.352 inwoners, waarmee het de 74e provincie qua bevolking in Thailand is. Met een oppervlakte van 822,5 km² is het de 73e provincie qua omvang in Thailand. De provincie ligt op ongeveer 142 km van Bangkok. Singburi grenst aan Nakhon Sawan, Lopburi, Ang Thong, Suphanburi en Chainat.

## Provinciale symbolen
|  | Het provinciale zegel toont het fort Khai Bangrachan, een historisch monument. De provinciale boom is de rode sandelhoutboom (Adenanthera pavonina). |

## Politiek

### Bestuurlijke indeling
De provincie is onderverdeeld in 6 districten (Amphoe). De districten zijn weer onderverdeeld in 43 tambon en 363 dorpen (moobaan).
| Amphoe 1. Mueang Sing Buri 2. Bang Rachan 3. Khai Bang Rachan 4. Phrom Buri 5. Tha Chang 6. In Buri |